# Tysk-österrikiska backhopparveckan 1996/1997
Tysk-österrikiska backhopparveckan 1996/1997 ingick i backhoppningsvärldscupen 1996/1997. Först hoppade man i Oberstdorf den 29 december, den 1 januari hoppade man i Garmisch-Partenkirchen och den 4 januari hoppade man i Innsbruck. Deltävlingen i Bischofshofen genomfördes slutligen den 6 januari.

## Oberstdorf

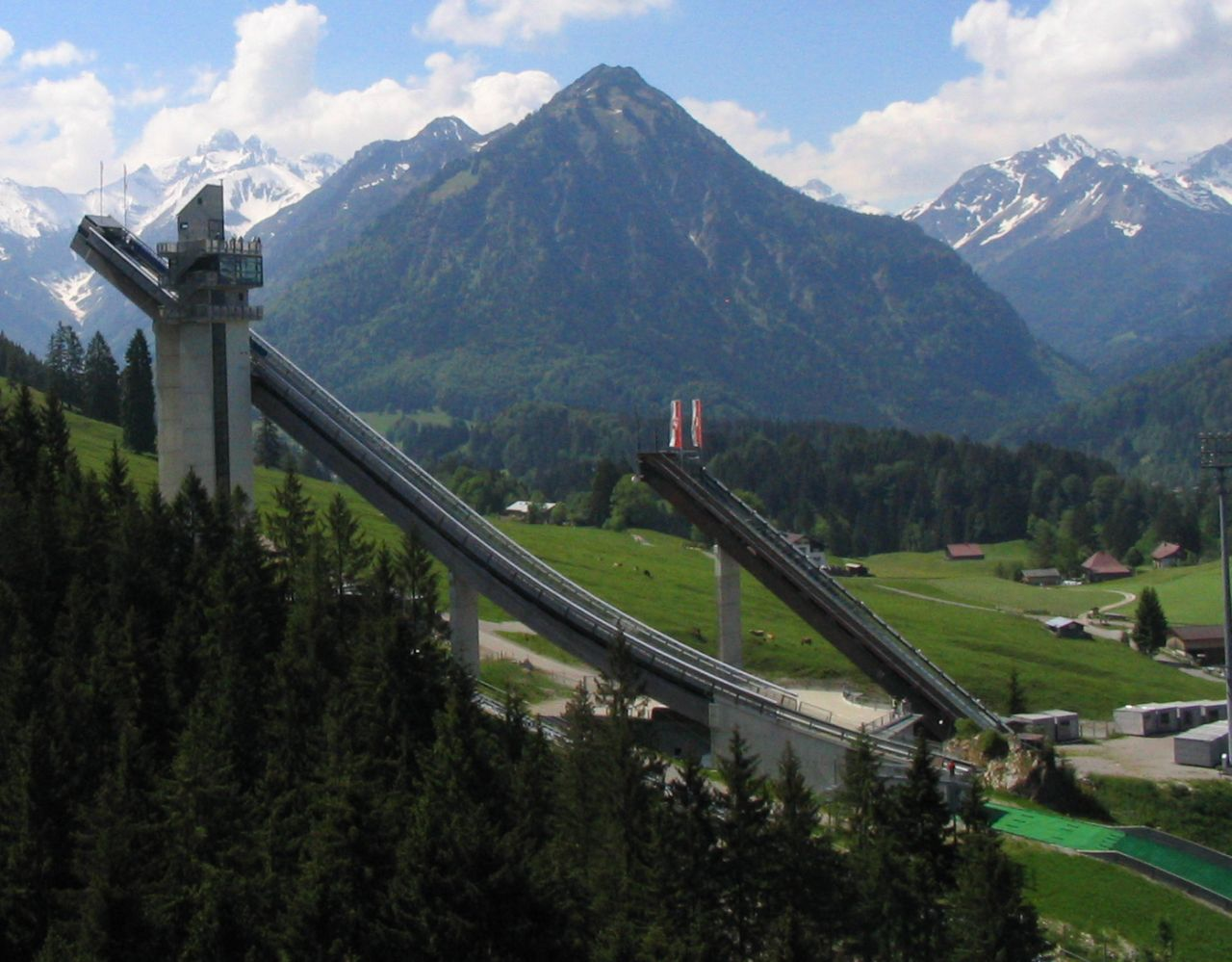
Backen i Oberstdorf

- Datum: 29 december 1996
- Land:  Tyskland
- Backe: Schattenbergschanze

| Placering | Hoppare                  | Land      | Poäng |
| --------- | ------------------------ | --------- | ----- |
| 01        | Dieter Thoma             | Tyskland  | 253.0 |
| 02        | Kristian Brenden         | Norge     | 252.6 |
| 03        | Andreas Goldberger       | Österrike | 246.7 |
| 04        | Takanobu Okabe           | Japan     | 246,3 |
| 05        | Hiroya Saitō             | Japan     | 241,3 |
| 06        | Mika Laitinen            | Finland   | 236,1 |
| 07        | Primož Peterka           | Slovenien | 233,7 |
| 08        | Hansjörg Jäkle           | Tyskland  | 232,9 |
| 09        | Jani Soininen            | Finland   | 228,8 |
| 010       | Reinhard Schwarzenberger | Österrike | 228,5 |

## Garmisch-Partenkirchen

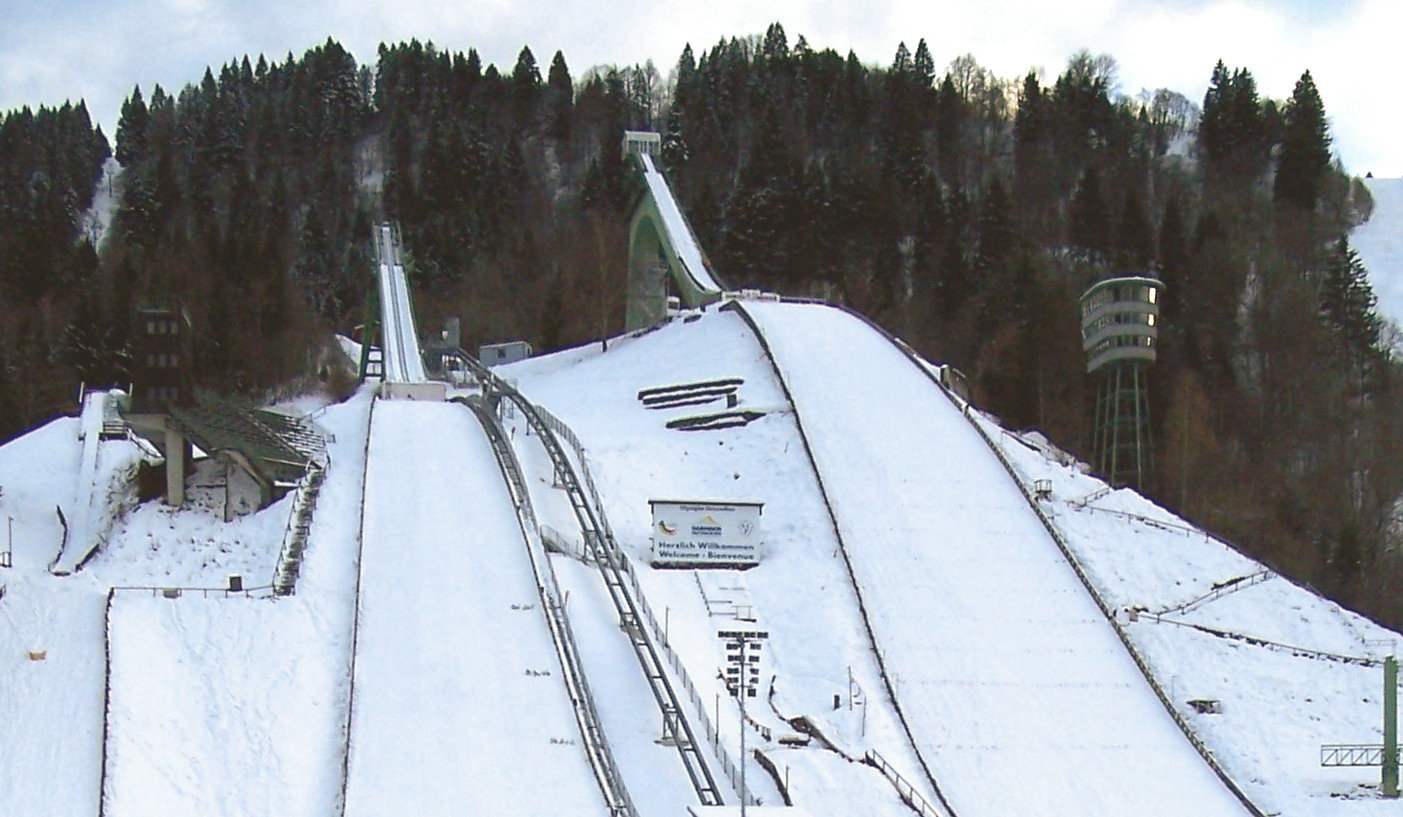
Backen i Garmisch-Partenkirchen

- Datum: 1 januari 1997
- Land:  Tyskland
- Backe: Große Olympiaschanze

| Placering | Hoppare            | Land      | Poäng |
| --------- | ------------------ | --------- | ----- |
| 01        | Primož Peterka     | Slovenien | 241.9 |
| 02        | Andreas Goldberger | Österrike | 228.9 |
| 03        | Takanobu Okabe     | Japan     | 226.7 |
| 04        | Ari-Pekka Nikkola  | Finland   | 223,1 |
| 05        | Hiroya Saitō       | Japan     | 215,7 |
| 06        | Jani Soininen      | Finland   | 213,0 |
| 07        | Kristian Brenden   | Norge     | 212,9 |
| 08        | Dieter Thoma       | Tyskland  | 209,1 |
| 09        | Espen Bredesen     | Norge     | 208,5 |
| 010       | Mika Laitinen      | Finland   | 206,2 |

## Innsbruck

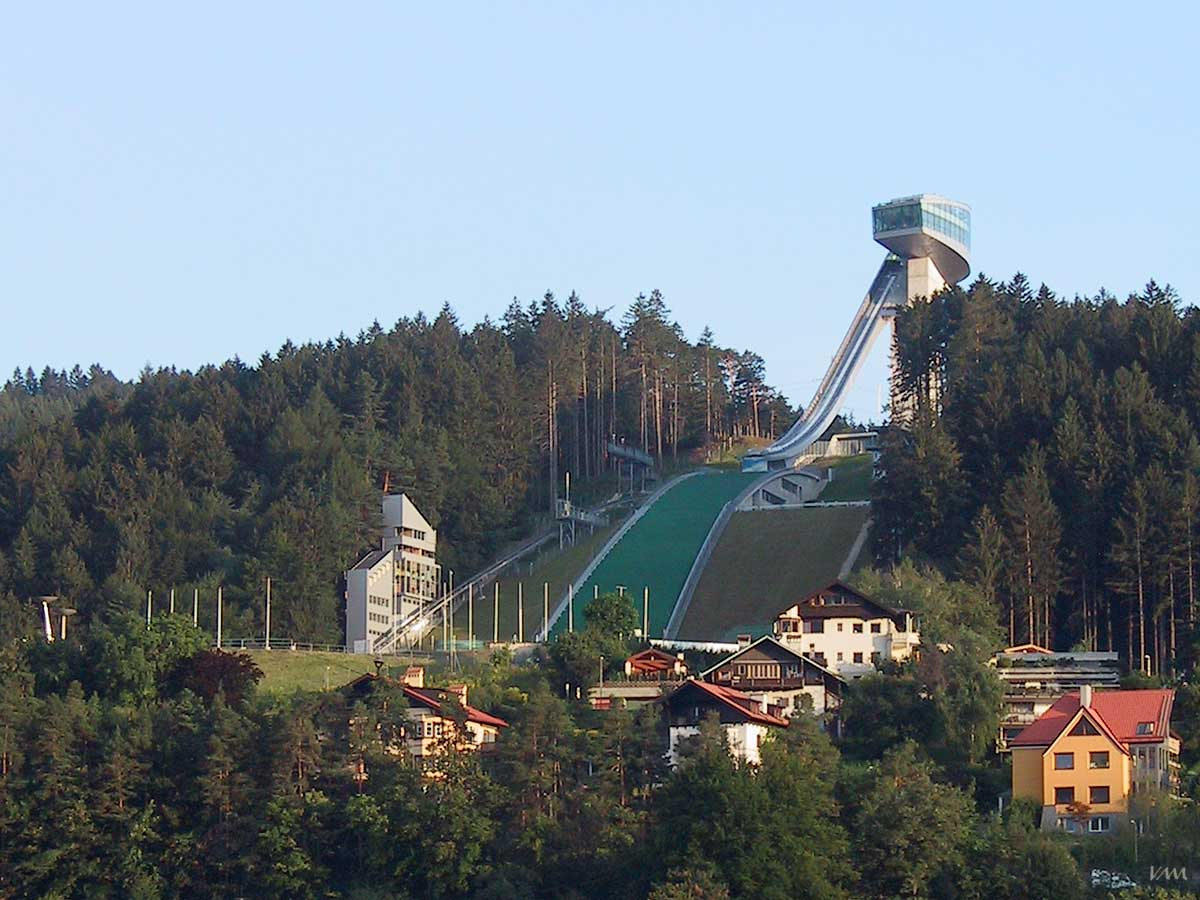
Backen i Innsbruck

- Datum: 4 januari 1997
- Land:  Österrike
- Backe: Bergiselschanze

| Placering | Hoppare            | Land      | Poäng |
| --------- | ------------------ | --------- | ----- |
| 01        | Kazuyoshi Funaki   | Japan     | 254.1 |
| 02        | Primož Peterka     | Slovenien | 253.1 |
| 03        | Ari-Pekka Nikkola  | Finland   | 246.7 |
| 04        | Andreas Goldberger | Österrike | 244,1 |
| 05        | Mika Laitinen      | Finland   | 236,1 |
| 06        | Adam Małysz        | Polen     | 235,2 |
| 07        | Takanobu Okabe     | Japan     | 235,1 |
| 08        | Didier Mollard     | Frankrike | 232,2 |
| 09        | Dieter Thoma       | Tyskland  | 230,6 |
| 010       | Hiroya Saitō       | Japan     | 230,5 |

## Bischofshofen

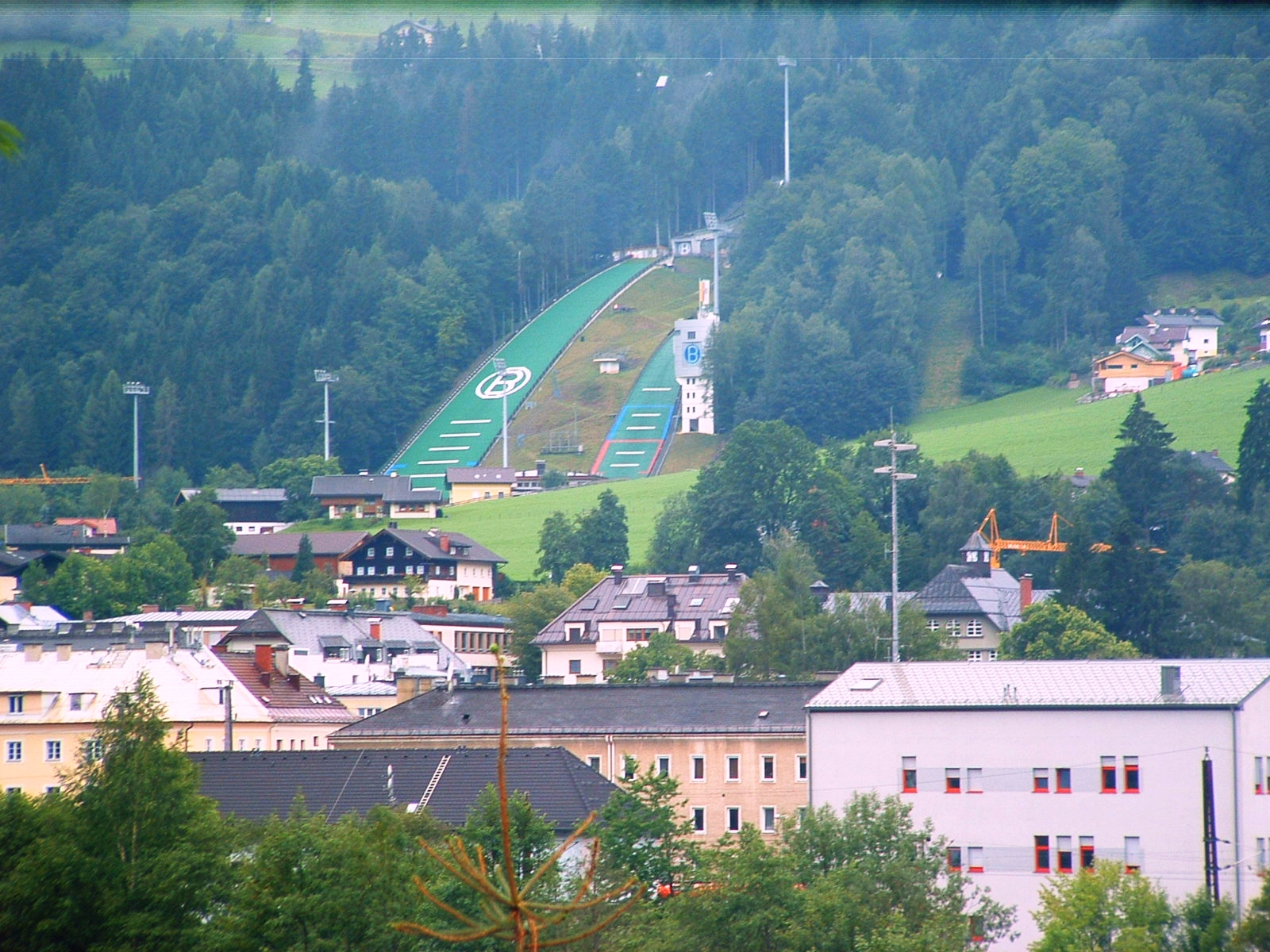
Backen i Bischofshofen

- Datum: 6 januari 1997
- Land:  Österrike
- Backe: Paul-Ausserleitner-Schanze

| Placering | Hoppare            | Land      | Poäng |
| --------- | ------------------ | --------- | ----- |
| 01        | Dieter Thoma       | Tyskland  | 250.4 |
| 02        | Adam Małysz        | Polen     | 243.4 |
| 03        | Primož Peterka     | Slovenien | 242.8 |
| 04        | Hiroya Saitō       | Japan     | 233,5 |
| 05        | Janne Ahonen       | Finland   | 231,2 |
| 06        | Jani Soininen      | Finland   | 223,8 |
| 07        | Andreas Widhölzl   | Österrike | 223,7 |
| 08        | Andreas Goldberger | Österrike | 223,5 |
| 09        | Martin Höllwarth   | Österrike | 222,3 |
| 010       | Roar Ljøkelsøy     | Norge     | 219,5 |

## Slutställning
| Placering | Hoppare            | Land      | Poäng |
| --------- | ------------------ | --------- | ----- |
| 01        | Primož Peterka     | Slovenien | 971,5 |
| 02        | Andreas Goldberger | Österrike | 943,2 |
| 03        | Dieter Thoma       | Tyskland  | 943,1 |
| 04        | Takanobu Okabe     | Japan     | 924,3 |
| 05        | Hiroya Saitō       | Japan     | 921,0 |
| 06        | Ari-Pekka Nikkola  | Finland   | 899,0 |
| 07        | Mika Laitinen      | Finland   | 895,3 |
| 08        | Adam Małysz        | Polen     | 891,5 |
| 09        | Jani Soininen      | Finland   | 885,3 |
| 010       | Kazuyoshi Funaki   | Japan     | 880,1 |